# Tamboril
Tamboril ist eine Gemeinde in der Dominikanischen Republik. Sie ist eine der neun Gemeinden der Provinz Santiago und hat 24.825 Einwohner (Zensus 2010) in der städtischen Siedlung. In der Gemeinde Tamboril leben 51.695 Einwohner.

## Geografie
Tamboril liegt im nordöstlichen Teil der Provinz, am Fuße der Cordillera Septentrional, auf 230 Metern über dem Meeresspiegel. Die Gemeinde hat eine Fläche von 71,4 km²; sie grenzt an die Provinz Puerto Plata (Norden), Licey (Süden), die Provinz Espaillat (Osten) und Santiago de los Caballeros (Westen).

## Geschichte
Die Gemeinde wurde im Jahr 1900 unter dem Namen Peña gegründet und behielt diesen Namen bis 1962, als sie in Tamboril umbenannt wurde.

## Wirtschaft
Tamboril wird von vielen als die „Welthauptstadt der Zigarren“ angesehen, die mehr Zigarrenfabriken beherbergt als irgendein Ort sonst auf der Welt. Die Dominikanischen Republik ist der größte Zigarrenproduzent der Welt, und in dem fruchtbaren Land der Region Cibao befinden sich ein großer Teil der Fabriken. Die Gegend ist auch seit Jahrzehnten der größte Zigarrenlieferant für die Vereinigten Staaten, was Zigarren zu einem der wichtigsten Exportprodukte macht. Mehrere bedeutende Hersteller haben hier ihren Sitz.
Tamboril ist auch einer der wichtigsten landwirtschaftlichen Produzenten in der Provinz. Die Hauptkulturen sind Kochbananen, Maniok und Süßkartoffeln, die auf den Märkten in Santiago de los Caballeros verkauft werden.